# Krazy Dee
Krazy Dee, de son vrai nom Damon Trujillo, est un rappeur américain d'origine mexicaine. Il est connu comme l'un premiers membre du groupe de rap N.W.A. et pour sa participation à l'écriture de Panic Zone, le premier single du groupe. Il est également le seul latino à en avoir fait partie.

## Biographie
Damon Trujillo naît à Huntington Park, une banlieue très pauvre connu pour sa forte population hispanique, située au sud de Los Angeles, en Californie. Il est d'origine mexicaine. 
Adolescent, il commence à s'impliquer dans les activités des jeunes de son âge dans ces quartiers, qui à l'époque faisaient du rap freestyle dans les rues ou avec les amis, avec un surnom de rappeur, apprenaient à jouer des disques, rejoignaient un gang (Crips ou Bloods), vendaient de la drogue. Trujillo finirait par mener toutes ces activités, Krazy Dee serait son pseudonyme.
En 1984, il se lie d'amitié avec Daryl, propriétaire d'un magasin de disques et oncle de Dr. Dre. Ils ont enregistré une chanson l'année suivante et sont devenus de bons amis. Dans la scène de rue, Dee rencontre Eric Wright, futur Eazy-E, un trafiquant de drogue de Compton. En 1986, Eazy-E fonde Compton Records comme véhicule pour lancer le premier EP éponyme de N.W.A., une idée de Wright lui-même.
Krazy Dee déclare avoir rencontré Eazy-E en même temps que Dr. Dre au Skateland à Compton et être devenu un très bon ami de Eazy-E. « En fin de compte, j'ai commencé à vendre de la drogue. J'étais un rappeur qui est devenu un dealer de drogue et il était un dealer de drogue qui est devenu un rappeur, donc nous nous sommes juste mélangés. Eazy et moi étions connectés dans la rue, et c'était à peu près ainsi même après que j'ai quitté le groupe. »
Krazy Dee a continué à travailler en étroite collaboration avec Dre et les autres. Il débute aussi sa carrière de dealer, une activité qui à un moment était si lucrative qu'elle l'éloigna un temps de la vie musicale. 
En 1986, Krazy Dee devient membre du groupe N.W.A. et joue un rôle d'écriture important dans ce dernier. Il participe à l'écriture de Dopeman ainsi que de 8 Ball où son nom de MC est mentionné, mais il déclare n'avoir jamais eu de crédit pour ça. 
Il participe à l'écriture de Panic Zone, le premier single de N.W.A, sorti en août 1987. 
La chanson devait à l'origine se nommer Hispanic Zone mais Dre préféra changer le nom. Krazy Dee déclarera : « Je faisais une chanson intitulée "Hispanic Zone" et Dre et moi en parlions et il disait "Personne n'achètera une chanson appelée Hispanic Zone", ceci et cela, et je me disais "Ouais, eh bien, peut-être" et j'y ai pensé et je me suis dit : "Ouais, ça a du sens dans l'ensemble". ». Il se distingue au micro par son accent latino.
En 1987, au moment de l'enregistrement de l'album Straight Outta Compton, Arabian Prince quitte le groupe faute de paiement adéquat et sort son album solo. Krazy Dee collabore en tant que support pour Dre, on sait même qu'ils ont enregistré plusieurs démos encore inédites et entre les mains de Krazy.
À ce moment, Dee décide de faire un voyage à Tijuana (Mexique) en voiture. Il invite Dre mais celui-ci refuse. De retour de voyage, Krazy Dee subit un accident qui le projette à travers le pare-brise de la voiture. Il est transféré par hélicoptère d'urgence. Cela l'empêche d'assister à la sortie de Straight Outta Compton en 1988. Lorsqu'il rentre chez lui, il se fait agresser par balles en raison de dettes de drogue. Miraculeusement, il survit, mais cela ouvre un vide dans sa participation à l'album légendaire. On sait que sur la pochette de l'album, les membres ont décidé de laisser un espace vide en son honneur tandis qu'il se remettait de ses blessures. Une fois sorti de convalescence, il participe aux premières tournées du groupe en tant que MC de soutien et au spectacle. Cette année-là, en 1988, le premier album solo d'Eazy-E sort, avec le premier single du même nom Eazy-Duz-It. La moitié de cette chanson a été écrite par Krazy Dee, mais le crédit a été attribué à MC Ren.
En 1989, quand Ice Cube décide de quitter le groupe, Krazy Dee est l'un des premiers rappeurs à soutenir cette décision. En colère à cause du vol de la paternité de plusieurs paroles et d'une rémunération inéquitable, il reste dans le groupe en raison de son amitié avec Éric, de ses relations dans la vente de drogue et de ses collaborations pour The Original Ruthless Family. Sachant qu'il n'allait pas réclamer Eazy pour ses droits en raison de sa relation dans des entreprises illégales. Déjà sans Ice Cube le groupe sort 100 Miles and Runnin en 1990 et l'album Efil4zaggin (Niggaz4life) en 1991.
Krazy Dee et Eazy ont enregistré une version démo d'une réponse au son Dopeman appelé Mr. Dopeman. C'était le personnage de Dopeman ressuscité et prêt à se venger. À ce moment-là, le groupe était devenu trop fermé pour que les autres membres approuvent la présence de Dee sur l'album. Krazy Dee prenait ses distances avec le groupe non seulement en raison de problèmes internes mais aussi parce que son statut latino ne correspondait pas toujours à l'image de Niggaz Wit Attitudes. Bien que dans des interviews il ait déclaré : « Je m'en bats les couilles, je suis aussi noir que vous fils de pute », avec le temps, Dee a préféré choisir une voie à part.
On ne sait pas grand-chose de ce qui est arrivé à Dee après avoir quitté Ruthless Record, seulement qu'il avait de nouveaux pseudonymes comme Ass Popper et Crazy D. Il a essayé de sortir son album solo en 1996, mais en raison de problèmes avec le propriétaire du studio d'enregistrement, le projet a été annulé. À l'été 2007, il publie un EP de quatre chansons et travaille sur un album qui devait voir le jour en 2014. En 2017, il sort le morceau Elektro Life avec Dj Dope-E sous le nom de Koncrete Chemists.